# Myriam Spiteri Debono
Myriam Spiteri Debono (ur. 25 października 1952 w Victorii) – maltańska polityk i prawniczka, w latach 1996–1998 spiker maltańskiego parlamentu, od 2024 prezydent Malty.

## Życiorys
Z wykształcenia prawniczka, podjęła praktykę w zawodzie notariusza.
Dołączyła do Partii Pracy, została przewodniczącą jej organizacji kobiecej. W wyborach powszechnych nie uzyskała nigdy mandatu posłanki do Izby Reprezentantów. W 1996, po wygranej jej ugrupowania, została natomiast powołana na przewodniczącą maltańskiego parlamentu. Kierowała nim do końca kadencji w 1998. W latach 1999–2001 była przewodniczącą komisji etyki przy The Malta Press Club. Kontynuowała później działalność partyjną, w okresie prezydentury George’a Abeli powołana w skład komitetu nominacyjnego ds. odznaczeń.
27 marca 2024 została jednogłośnie wybrana przez Izbę Reprezentantów na urząd prezydenta Malty, który objęła 4 kwietnia tego samego roku.

## Życie prywatne
Jej mężem był notariusz Anthony Spiteri Debono (zm. 2025), z którym ma troje dzieci.